# Гуанахуато (штат)
Гуанахуа́то (исп. Guanajuato; испанское произношение: [wanaˈhwato]). Официальное название Свободный и Суверенный Штат Гуанахуато (Estado Libre y Soberano de Guanajuato) — один из 31 штата Мексики. Административный центр — город Гуанахуато.

## Этимология
Название штата происходит от слова языка народа пурепеча Quanaxhuato, что в переводе означает «место лягушачьих холмов».

## География

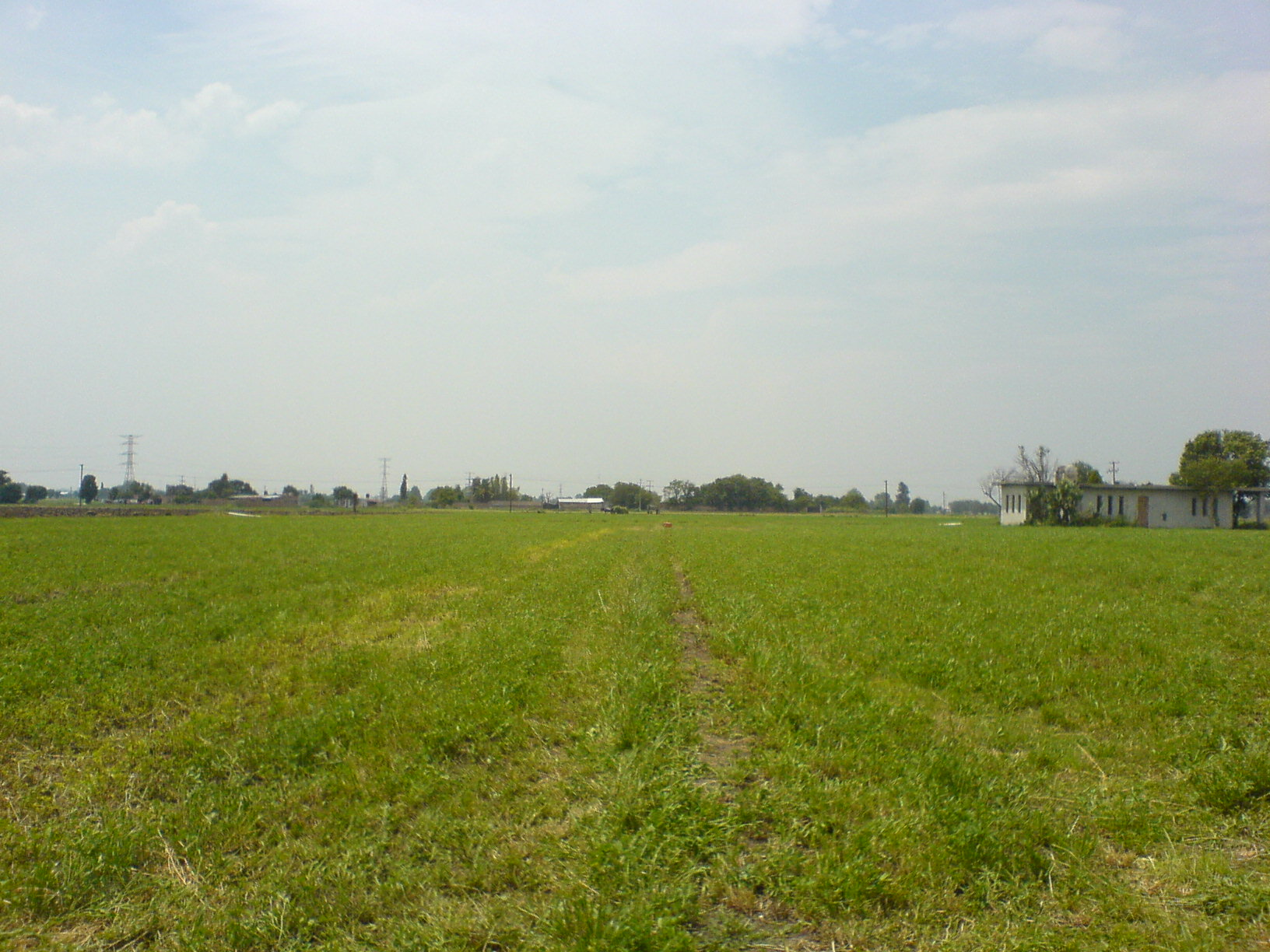
Регион Бахио

Гуанахуато расположен в центральной части страны, к северо-западу от города Мехико. Граничит со штатами Сакатекас, Сан-Луис-Потоси, Мичоакан, Керетаро и Халиско. Площадь штата составляет 30 589 км² (22-е место из 31 штата Мексики). Средняя высота над уровнем моря составляет 2015 м, территория делится на 3 основных региона: Сьерра-Мадре Западная, Мексиканское нагорье и Транс-мексиканский вулканический пояс. Сьерра-Мадре Западная делится на территории Гуанахуато на 2 региона: Сьерра-Горда и Сьерра-дель-Асафран. Мексиканское нагорье простирается в центральной части штата, а Транс-мексиканский вулканический пояс пересекает Гуанахуато на юге. Штат пересекают несколько горных хребтов, высотой от 2300 до 3000 м.
Согласно географическо-климатическим показателям штат делят на 5 регионов: Альтос-де-Гуанахуато, Ла-Сьерра-Сентрал, Бахио, Ла-Сьерра-Горда и Лос-Вальес-дель-Сур.
Альтос-де-Гуанахуато расположен в северной части штата, это горная территория, покрытая лесами, которые иногда сменяются пастбищами и небольшими полями, покрытыми кактусами и другой пустынной растительностью. Это территория высотой от 1800 до 2900 м. Климат главным образом полузасушливый, средние температуры 15 — 20 °С. Однако зимой температуры нередко достигают 0 °С и ниже, бывают морозы.
Ла-Сьерра-Горда является частью Сьерра-Мадре Западная, простирается между Гуанахуато и Керетеро. Пересечённая местность служит причиной большого разнообразия климата гор, средние температуры этой местности 16 — 19 °С. Самая низкая точка Сьерра-Горда — каньон Пасо-де-Ормигас в муниципалитете Хичу, достигает 650 м над уровнем моря. Самая высокая точка — гора Пиналь-де-Саморано (3300 м), вершины Эль-Пикачо-де-Пуэбло-Нуэво, Эль-Сорильо и Эль-Керво имеют высоту более 2700 м.

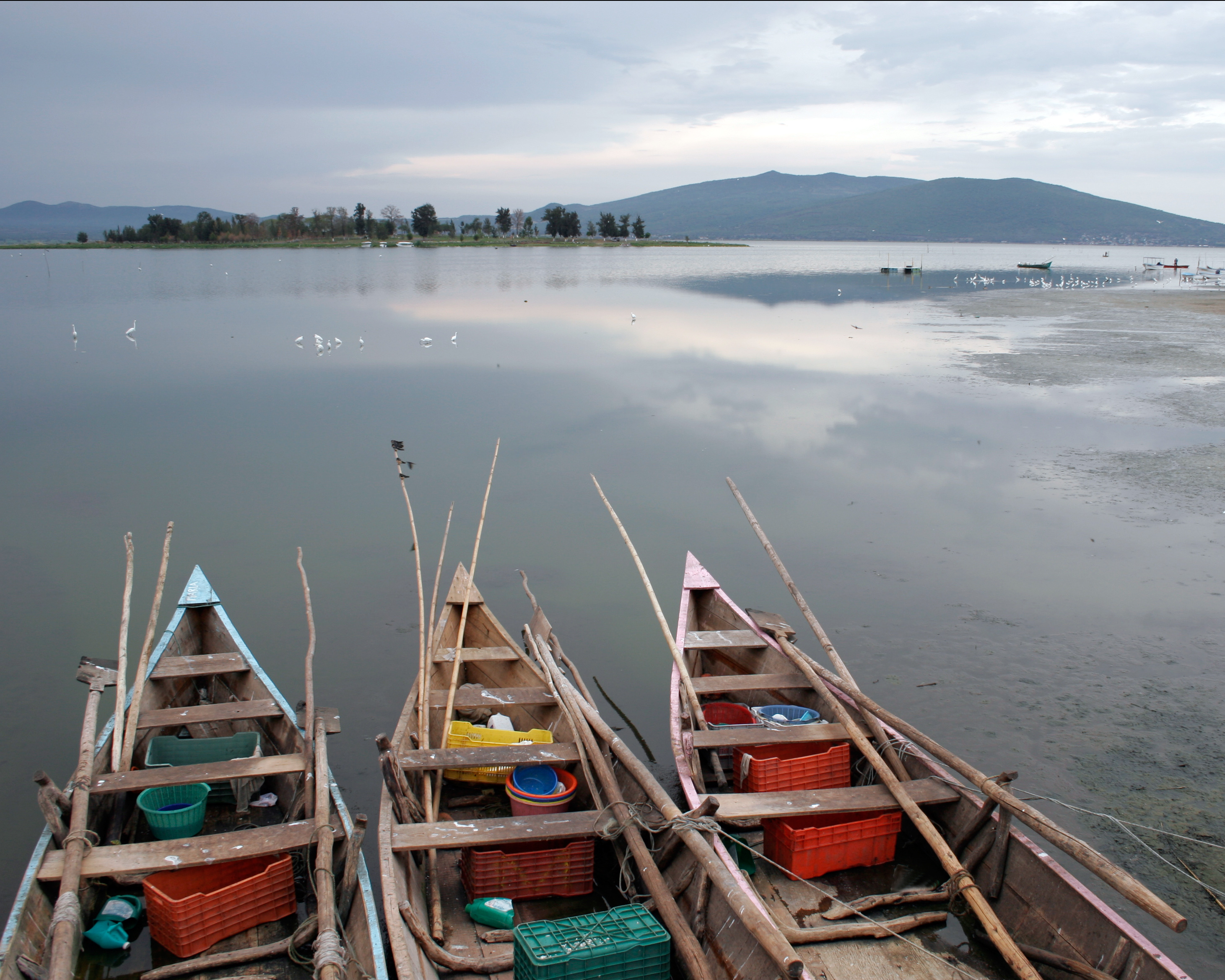
Озеро Юририа

Сьерра-Сентрал представляет собой ряд низких гор в центре штата. Регион охватывает собой 12 муниципалитетов. Растительность меняется от тропических лесов до засушливых лугов с кактусами и рощами кипарисов вдоль водоёмов.
Бахио представляет собой довольно низкий и плоский регион с высотами от 1700 до 1800 м, прилегающий к реке Лерма и её притокам. Название региона произошло от испанского слова «bajo» — низкий.
Лос-Вальес-дель-Сур (иногда также называют Вальес-Абахеньос) представляет собой долины, расположенные в юго-западной части штата, вблизи границы с Мичоакан. Это территория — часть Транс-мексиканского вулканического пояса, средние высоты составляют от 1700 до 2000 м. Регион имеет плодородные почвы из-за своего вулканического происхождения, пригодные для выращивания пшеницы, кукурузы, сорго и овощей.
Крупнейшее озеро Гуанахуато — Кицео, расположено на границе со штатом Мичоакан. Основные реки включают Лерма, бассейн которой занимает 81 % территории штата (центр и юг), а также Пануко и их притоки.

## История

### Доколумбова эпоха

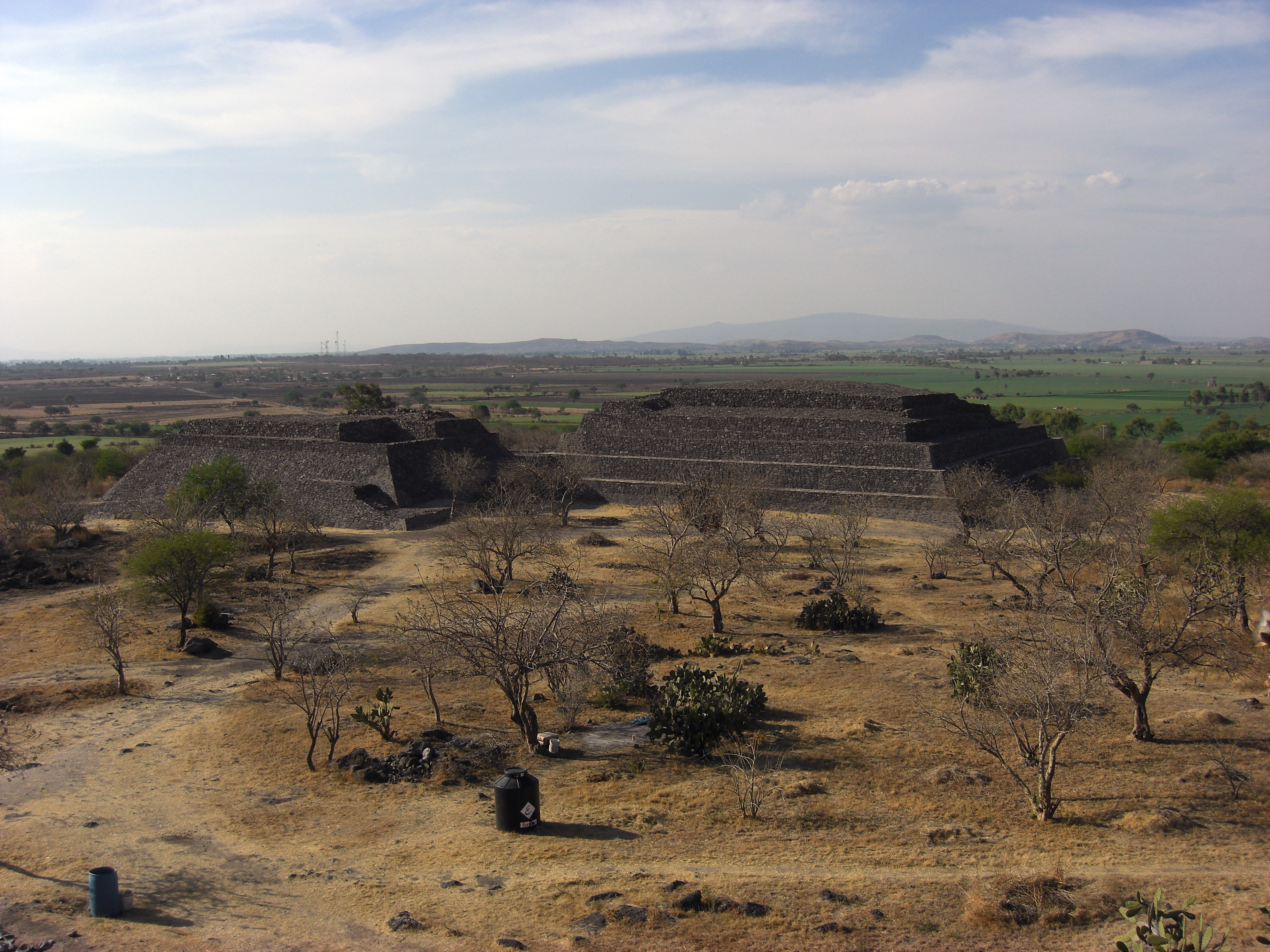
Перальта

В доиспанскую эпоху регион Бахио был густо населён благодаря плодородной почве и наличию поверхностных вод для сельского хозяйства. Самые древние группы, населявшие область назывались чупикуарио, они доминировали в центре Бахио и были активны с 800 г. до н. э. до 300 н. э. Их крупнейший город в настоящее время называется Чупикуаро, и их влияние было широко распространено в центральной Мексике. Чупикуаро был связан с городом тольтеков Тула, и когда тот город пал, сельскохозяйственные города Гуанахуато также пришли в упадок.
Это и длительные засухи стали причиной того, что города были покинуты между X и XI вв. Затем чичимеки и другие кочевые группы пришли в регион. Эти кочевые народы собирательно называют чичимеками, хотя на самом деле это были разные этнические общности, такие как гуачичили, памы и сакатеки. Они были воинственными народами, которые вели полукочевой образ жизни, почти не занимались сельским хозяйством и не строили городов. Часть области была также населена отоми, но они в большинстве своем были изгнаны или попали под власть пурепечей на юго-западе и чичимеков в других частях.
К XVI веку большинство областей Мезоамерики были под властью либо ацтекской, либо пурепечаской империй, и Гуанахуато не был исключением. Именно на северной границе империи пурепечей, в южном Гуанахуато, ощущалось сильное культурное влияние этого народа, а ацтеки искали здесь полезные ископаемые. Однако, на большей части территории штата преобладали различные племена чичимеков. Она составляла часть того, что испанцы называли «Гран-Чичимека». Эти чичимеки вели, в основном, кочевой образ жизни, но некоторые занимались и сельским хозяйством, в основном на севере.

### Колониальная эпоха
Так как Гуанахуато знаменует собой начало засушливого севера Мексики, то испанцы, после начала завоевания Северной Америки, начали селиться в южных районах Гуанахуато, где количество осадков и труда коренного населения способствовали облегчению добывания пропитания. Первую испанскую экспедицию в область Гуанахуато в 1522 году возглавлял Кристобаль-де-Олид (Cristóbal de Olid), который прибыл в области Yuririhapúndaro и Pénjamo.
Открытие серебра и золота в районе города Гуанахуато стимулировало испанское заселение района, в 1520-х годы и 1530-х гг. Когда появились испанцы, местные племена отступили в самые труднодоступные области Бахио и в горные районы штата, сопротивляясь захватчикам, нападая на поселения и путешественников, которые связывали испанские поселения и горнодобывающие лагеря. В отличие от более оседлых коренных народов, испанцы не в состоянии были заставить выходцев из этой области работать и, поэтому завозили сюда африканских рабов и туземцев из других областей, чтобы они работали асьендах и шахтах.
Колонизационные усилия в восточной части штата начались в 1542 году, когда испанские земельные гранты были выпущены на области Apaseo и Chamácuaro. В 1555 для защиты дороги, связывавшей лагеря горнодобытчиков с Мехико, был основан город Сан-Мигель-эль-Гранде (San Miguel el Grande). Чтобы противостоять атакам коренных народов в 1576 был основан город Вилья де Леон (Villa de León). Но в течение первых веков колониального периода, из-за значения своих шахт доминировал город Гуанахуато. В 1590 году в честь заключения мира между испанцами и чичимеками, был заложен город Вилья-де-Сан-Луис-де-ла-Пас (Villa de San Luis de la Paz).
Ввиду того, что испанцы заняли большую часть наиболее благоприятных земель и её ресурсы, коренные народы ушли в чрезвычайно бедные области. В конечном итоге это позволило испанцам вести мирные переговоры с вождями в обмен на основные товары, такие как одеяла, одежду и продукты питания. Это привело к временному перемирию. В долгосрочной перспективе, усилия по евангелизации принесли долгосрочные отношения. Францисканцы и августинцы работали, чтобы постепенно изменить мировоззрение чичимеков и других, пока многие спустились с гор, и в населенных пунктах, по крайней мере, номинально, стали исповедовать католическую веру. Тем не менее, коренные народы оставались крайне маргинальными и бедными, почти утратив свои языки и культуру, достигнув того, что большинство, в конце концов, вступая в брак с европейцами, рождая на свет метисов.
В течение колониального периода, большая часть богатства области происходила от добычи, причем большая часть сельского хозяйства возникла в поддержку горнодобывающих общин. Подъём добывающей промышленности пришёлся на 18 век. В основном работали шахты на холмах вокруг города Гуанахуато, и это привело к строительству большого количества заметных гражданских и религиозных зданий в том же районе. Область Бахио была чрезвычайно плодородной, и стала крупным сельскохозяйственным районом (житницей) Новой Испании. Население области росло, и в конечном счете концентрировалось в городах. Области была преобразована интенденсию (intendencia) или провинцию в 1786 году, когда Новая Испания была разделена на двенадцать частей.
Несмотря на богатство области, в конце 18 века большинство населения жило в угнетениях и нищете, работая над асьендах и в шахтах, в то время, как немногие, в основном лица европейского происхождения, жили в роскоши. Не только у коренного населения, но и у метисов и негров-рабов были проблемы. Многие креолы или рождённые в Новом Свете испанцы маргинализировались со стороны рождённых в Испании испанцев. Одно из первых восстаний против колониального господства вспыхнуло в 1766 году, когда группа напала на Caja Real в городе Гуанахуато в знак протеста против высоких налогов. В 1767 году происходили акции протеста против изгнания иезуитов испанской короной. Они были подавлены с особой силой, но они простимулировали заговоры и организовали группы против колониального господства, особенно в Сан-Мигель-эль-Гранде и Леоне. Было задумано множество планов, но лишь немногие были претворены или имели влияние до 1809 года. В том же году группа, состоящая из М. Идальго и Костилья (Miguel Hidalgo y Costilla), И. Альенде (Ignacio Allende), Х. Альдамы (Juan Aldama), М. Домингеса (Miguel Domínguez) и других, начала планировать вооруженное восстание против колониального правительства. В 1810 г. заговор был раскрыт и Идальго решил осуществить свои планы в сентябре вместо запланированной даты в декабре.

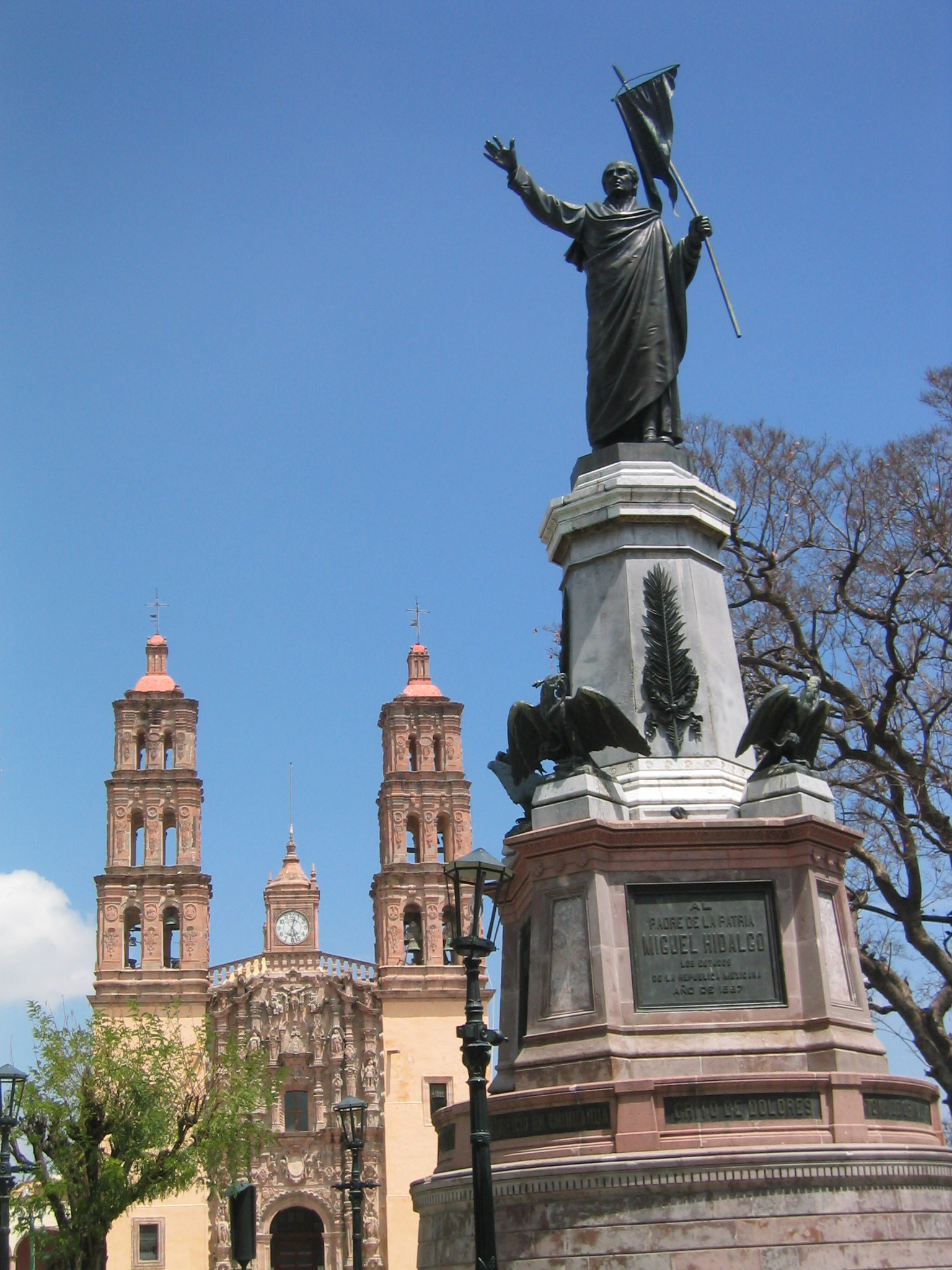
Памятник Мигелю Идальго перед его церковью в Долорес-Идальго, штат Гуанахуато

В сентябре 15. М. Идальго и Костилья провозгласил «Клич из Долореса» (Grito de Dolores) в городе Долорес (Hidalgo). Идальго, сопровождаемый И. Альенде (Ignacio Allende), покинул Долорес с около 800 человеками, половина из которых были на лошадях. Вскоре армия Идальго, одержавшая некоторые первые победы, проходит через экономически важные и густонаселенные провинции Гуанахуато. Одна из первых остановок Идальго была в Святилище Atotonilco. Там Идальго прикрепил образ Девы на копье, чтобы принять его в качестве своего знамени. Затем он написал следующие лозунги на флаги своих войск: «Да здравствует религия! Да здравствует наша Богоматерь Гваделупская! Да здравствует Фердинанд VII! Да здравствует Америка и смерть плохому правительству!» Масштабы и интенсивность движения захватили вице-королевскую власть врасплох. Сан-Мигель и Селайя были захвачены после небольшого сопротивления. В сентябре 21. 1810 года, Идальго был провозглашён генералом и верховным главнокомандующим после прибытия в Селайю. На данном этапе армия Идальго насчитывала около 50 тысяч. Однако из-за отсутствия военной дисциплины, повстанцы вскоре впали в грабежи городов, которые они захватывали. В сентябре 28. 1810 года Идальго прибыл в город Гуанахуато. Испанское и креольское население города укрылось в сильно укрепленном зернохранилище Alhondiga de Granaditas, который защищал квартирмейстер Riaños. Повстанцы опрокинули оборону за два дня и убили около 400—600 мужчин, женщин и детей. Столкновения, связанные с Войной за независимость снова вспыхнули ближе к концу конфликта.

### Эпоха независимости
Военные командующие Л. де Кортасар (Luis de Cortázar) и А. Бустаманте (Anastasio Bustamante) объединили усилия с А. де Итурбиде и взяли город Гуанахуато 8 июля 1821 года, объявив всё государство независимым от испанского правления.
В 1824 Конституционным конгрессом Мексики Гуанахуато был официально провозглашен штатом Мексики. Первым губернатором стал К. Монтес де Ока (Carlos Montes de Oca). Годы после окончания войны за независимость были крайне нестабильны, и были, по-прежнему, неустойчивыми на протяжении большей части 19 века. Долорес и Сан-Мигель стали называться Долорес Идальго и Сан-Мигель-де-Альенде в честь тех, кто начал движение за независимость, и в 1826 году была принята первая конституция штата Гуанахуато. Как и большая часть остальной части страны, на ситуацию в Гуанахуато повлияли длительные боевые действия между Либеральной и Консервативной фракциями, а также иностранные вторжения, которые доминировали в 19 веке. Статус Гуанахуато колебался между штатом (когда правили либералы) и департаментом (когда консерваторы были у власти). В соответствии с либеральными идеалами, учебные заведения, такие как Colegio de la Santisima Trinidad и Colegio de la Purisima Concepcion были секуляризованы и подпали под контроль государства.
В 1847 году генерал Г. Валенсия (Gabriel Valencia) поднял армию в 6000 человек для борьбы с вторжением США в Мексику. В 1848 году в оппозиции к договору Гуадалупе-Идальго, генералы М. Паредес (Marian Paredes), М. Добладо (Manuel Doblado) и священник С. Харауто (Celedonio Domeco Jarauto) восстали, взяли столицу штата, но были разбиты, а Харауто был расстрелян.
В 1855 году консерватор М. Добладо, тогда губернатор Гуанахуато, принудил Х. Альвареса (Juan Álvarez) уйти с поста президента после того, как он принял власть от А. Лопеса де Санта-Анна. В 1858 году правительство под руководством президента Б. Хуареса переехало из Мехико в город Гуанахуато, прежде чем перейти снова в Мансанильо, а затем в Веракрус во время Войны реформы или Трёхлетней войны. В течение этого трёхлетнего периода штат колебался в разное время между либералами и консерваторами.
В 1863 году власть была передана французам, которые провозгласили Максимилиана I императором Мексики. Максимилиан не царствовал долго, но губернатора он назначил в Гуанахуато, Ф. Антильон (Florencio Antillón) остался в Гуанахуато до 1877 года.
Ситуация стабилизировалась в течение большей части правления президента П. Диаса в конце XIX века, и экономическое положение улучшилась. Однако, правление Диаса было гнетущим. Диас установил Ф. Мену (Francisco Mena) в качестве губернатора штата, который сделал состояние на концессии железных дорог, которые строились для модернизации страны. Хотя рабство было официально отменено во время Войны за независимость, большинство рабочих на фермах и шахтах были чрезвычайно низкооплачиваемыми, и в ряде случаев не получали зарплату вовсе. Сельскохозяйственное производство достигло пика в конце 19-го века, и штат получил прозвище «житницы республики.» Индустриализация проходила в таких городах, как Леон, Salvatierra, Селайя и Сан-Франциско дель Ринкон, Производились обувь, текстиль и головные уборы.
Одна битва мексиканской революции произошла в Селайе в 1915 году между войсками А. Обрегона и Ф. Вильи. Многие из Гуанахуато сражались и умирали в других частях Мексики, оставив вдов и детей.

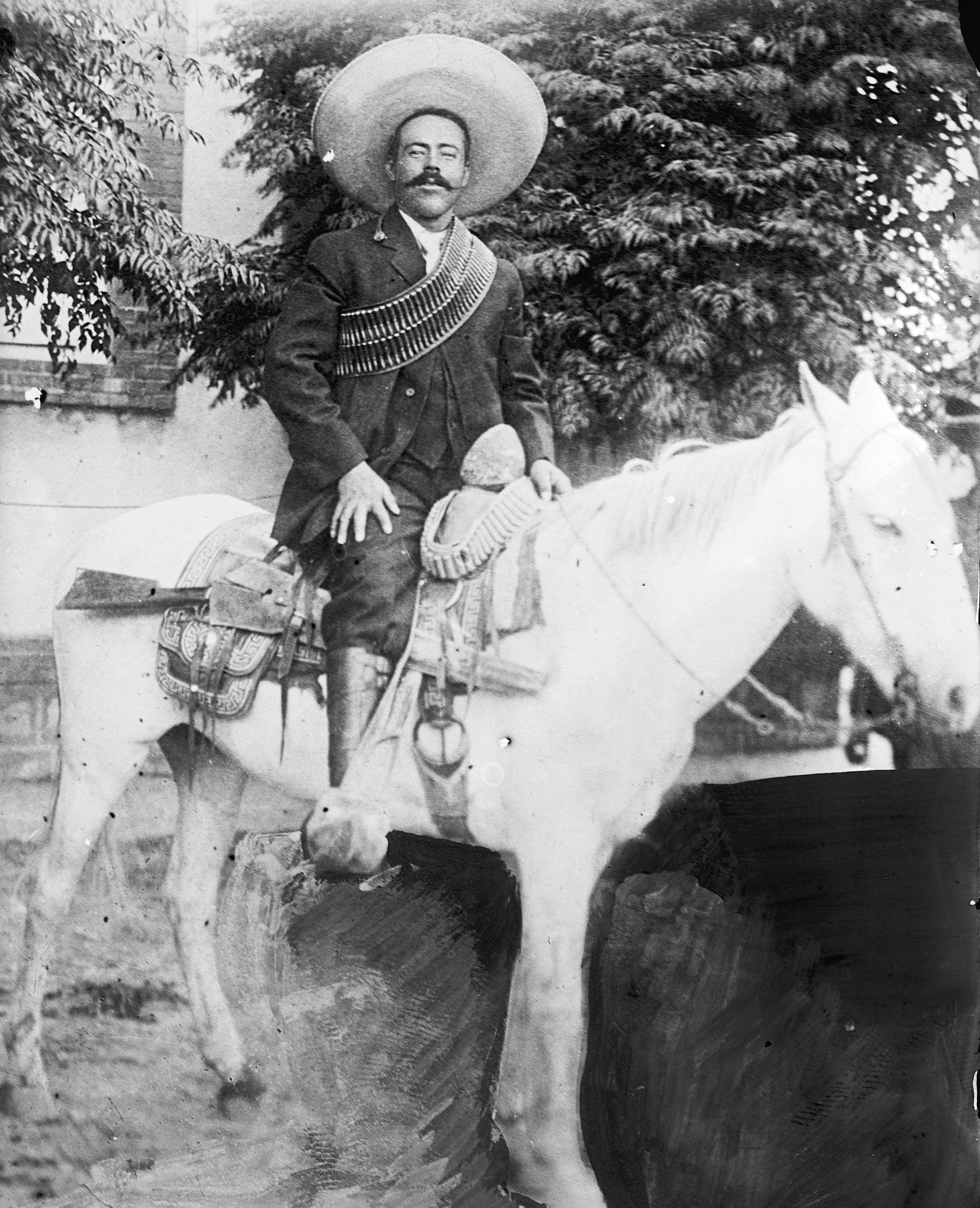
Панчо Вилья

После войны, большие земельные владения были разбиты и земля перераспределилась в эхидос или общественные земли, которыми наградили многие сельские семьи. После окончания мексиканской революции, борьба в Мексике продолжилась во время Войны Кристерос. Борьба, связанная с ней была наиболее заметна в Pénjamo и Леоне, но столкновения происходили и в других областях.
В 1927 к власти в штате пришла право-социалистическая Институционно-Революционная партия (PRI), кандидат от которой А. Арройо (Agustín Arroyo Ch.) стал губернатором Гуанахуато. В 1946 году в городе Леон произошло восстание против правительства группы под названием Sinarquistas. Однако, большая часть штата была мирной большую часть времени, что позволило экономике восстановиться. Это было особенно верно в отношении сельского хозяйства. Возросло производство пшеницы, кукурузы, сорго, люцерны, клубники в Ирапуато, и коз в различных частях. Козье молоко cajeta из Селайи известно в большинстве мест Мексики. Первый Международный фестиваль Cervantino произошёл в 1972 году. В 1980-х годах, два из городов штата, Гуанахуато и Сан-Мигель-де-Альенде были признаны объектами мирового наследия. Сегодня Бахио является одним из основных зернопроизводящих регионов в Мексике. Конгресс Гуанахуато попросил о помощи против кражи религиозного искусства в штате, которое занимает третье место по заболеваемости таким недугом. Одним из основных вхождения была кража золотой короны Чёрного Христа в Саламанке в 2010 году. Празднование двухсотлетия Мексики было особенно важно, так как штат послужил в качестве исходного пункта начала войны. Штат спонсировал ЭКСПО Bicentenario 2010 с 17 июля по 20 ноября недалеко от столицы. В политическом плане с 1927 штатом правили губернаторы от партии PRI. Лишь в 1991 монополия социалистов была нарушена. С этого года губернаторские выборы выигрывали представители консервативной Партии национального действия (PAN). А губернатор, находившийся у власти с 1995 по 1999 В. Фокс (Vicente Fox Quesada), впоследствии стал президентом страны. В конце марта 2012, в ходе своего визита в Латинскую Америку, папа Римский Бенедикт XVI посетил Мексику, в частности штат Гуанахуато. 23 марта в Гуанахуато пришедшие встретить папу верующие скандировали «Бенедикт, брат, теперь ты мексиканец!». Покой и мир президент Мексики Фелипе Кальдерон заявил, что визит понтифика имеет громадное значение и может повлиять на обстановку в стране, раздираемой войной наркокартелей.

## Население

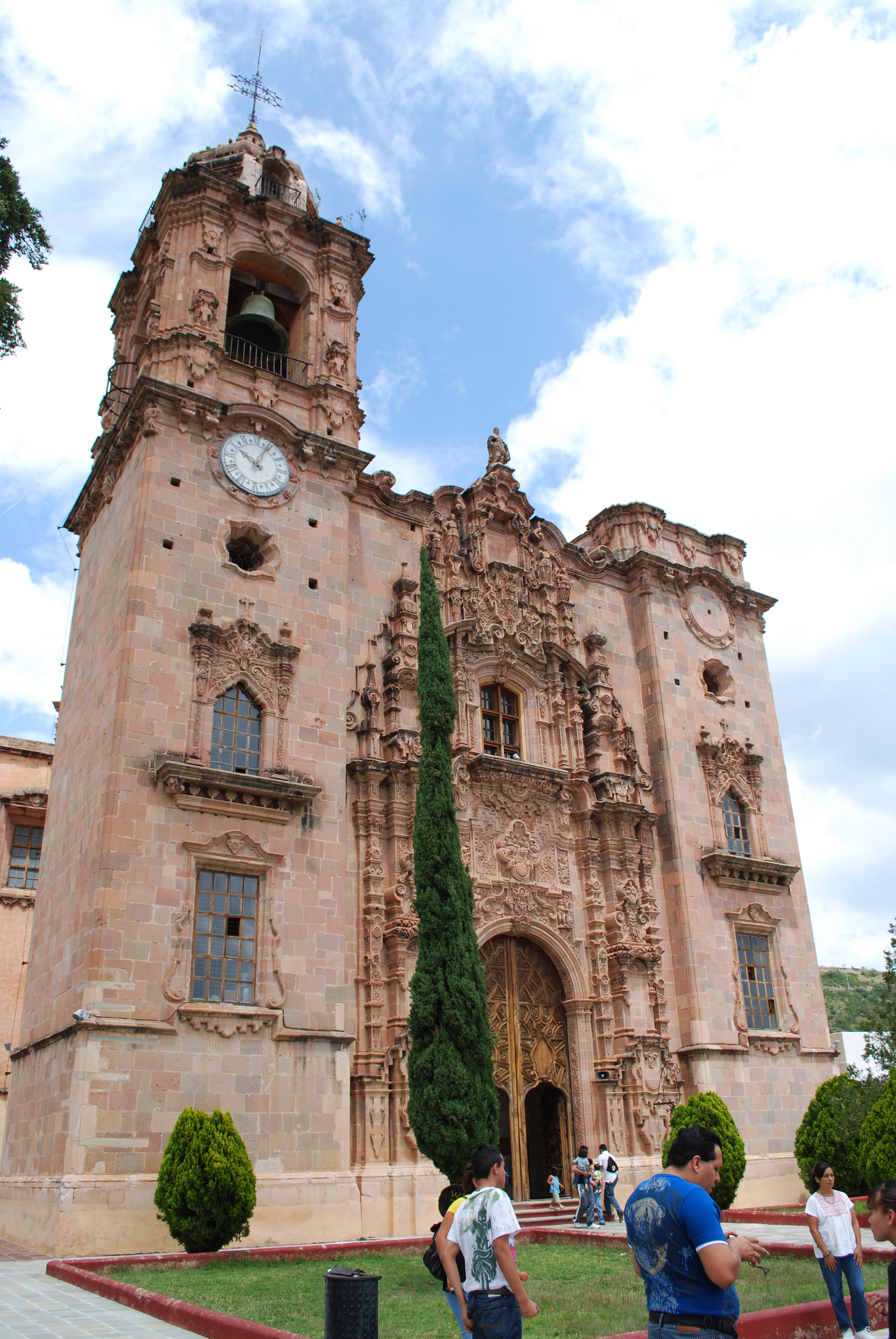
Церковь Кайетано-де-Валенсиано, город Гуанахуато

На 2010 год население штата составляло 5 486 372 человек (6 место по стране). Около 67 % населения проживает в городах, остальные — в сельской местности. Более 96 % жителей — католики. Гуанахуато — шестой самый густонаселённый штат страны.
Крупные города:
- Леон — 1 436 733 чел.
- Ирапуато — 529 379 чел.
- Селая — 468 064 чел.
- Саламанка — 260 759 чел.
- Силао — 172 984 чел.
- Гуанахуато — 171 623 чел.
- Сан-Франсиско-дель-Ринкон — 126 278 чел.

### Индейское население
Гуанахуато имеет один из самых низких по стране уровней владения населения индейскими языками. Индейское население составляет лишь около 10 347 человек, или 2,6 % от населения штата. Наиболее распространённые индейские языки: чичимека-хонас, отоми и науатль. 2 основные этнические группы: чичимека-хонас и отоми сконцентрированы в районе Вальес-дель-Сур.
Чичимека-хонас сконцентрированы в муниципалитете Сан-Луис-де-ла-Пас, их язык относится к ото-мангской языковой семье и родственен языку отоми. Отоми сконцентрированы в муниципалитете Тьерра-Бланка.

## Административное деление

Административная карта Мексики

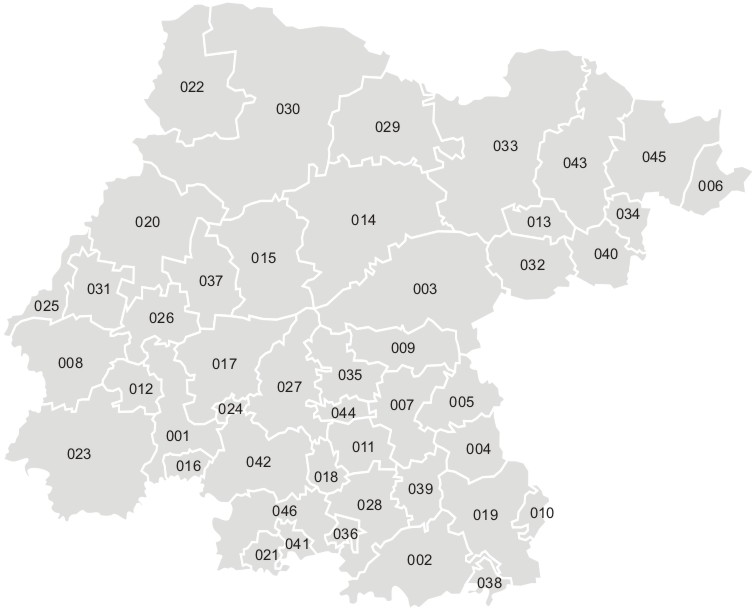
Административная карта штата Гуанахуато

Штат Мексики Гуанахуато является одним из 32 субъектов Мексиканских Соединённых штатов. Он разделён на 46 муниципалитетов.

## Экономика
Имея удобное географическое положение, Гуанахуато расположен почти на равном расстояние от побережья Тихого океана и от Мексиканского залива, а также вблизи таких крупных центров как Мехико, Гвадалахара и Монтеррей. Через территорию штата проходит ряд важных дорог, связывающих разные регионы страны.
В 2008 году ВВП штата составил 204 000 000 USD (427 503 000 000 MXN) или 3,88 % от общего в стране. С 2003 по 2008 годы экономический рост составил 1,06 %. Гуанахуато имеет шестую крупнейшую экономику в стране после города Мехико, штата Мехико, Нуэво-Леона, Халиско и Веракруса.

### Промышленность
Доля промышленности достигает 30 % экономики, это главным образом производство автомобилей и запчастей к автомобилям, фармацевтика, нефтехимическая отрасль и др. Имеются предприятия пищевой продукции, а также предприятия по производству одежды и обуви.
В 2010 году Фольксваген сообщил о строительстве нового завода моторов в Силао. Это проект стоимостью 550 млн долларов США, завод создаст около 700 рабочих мест и будет производить 330 000 моторов в год начиная с 2013 года.
Гуанахуато имеет давние традиции горной промышленности, ещё с колониальных времён, однако долгое время не использовался весь потенциал недр штата. Ведётся добыча золота и серебра, имеются месторождения нерудных ископаемых, среди них фтор, кварц и полевой шпат. На сегодняшний день имеется 51 горнодобывающее предприятие, где работают более 3500 человек. Разрабатываются месторождение других минералов: опала, гранита, известняка, свинца, меди и др, что обеспечивает в будущем рост значения этой отрасли.

### Сельское хозяйство
Доля сельского хозяйства составляет лишь 4,6 % от ВВП, оно остаётся важной частью экономики. Пригодные для сельского хозяйства земли составляют 1,1 млн га или более 36 % от территории штата. Обрабатываются более 650 000 га земли, основные культуры: кукуруза, сорго, бобы, пшеница, брокколи и др. Гуанахуато является одним из крупнейших производителей зерна в Мексике.
Животноводство распространено по всей территории штата, занимая 1 451 478 га территории. Наиболее развито в регионах Лос-Альтос и Бахио, главным образом в отрасли молочного животноводства. Гуанахуато — один из крупнейших в Мексике производителей молока, кроме того, здесь производится до 25,4 % всего козьего мяса в стране.
Значение рыболовства крайне мало, так как эта отрасль ограничивается лишь небольшими реками и несколькими озёрами штата. В Гуанахуато всего около 150 000 га покрыто лесами, что делает лесное хозяйство также незначительным.

### Туризм

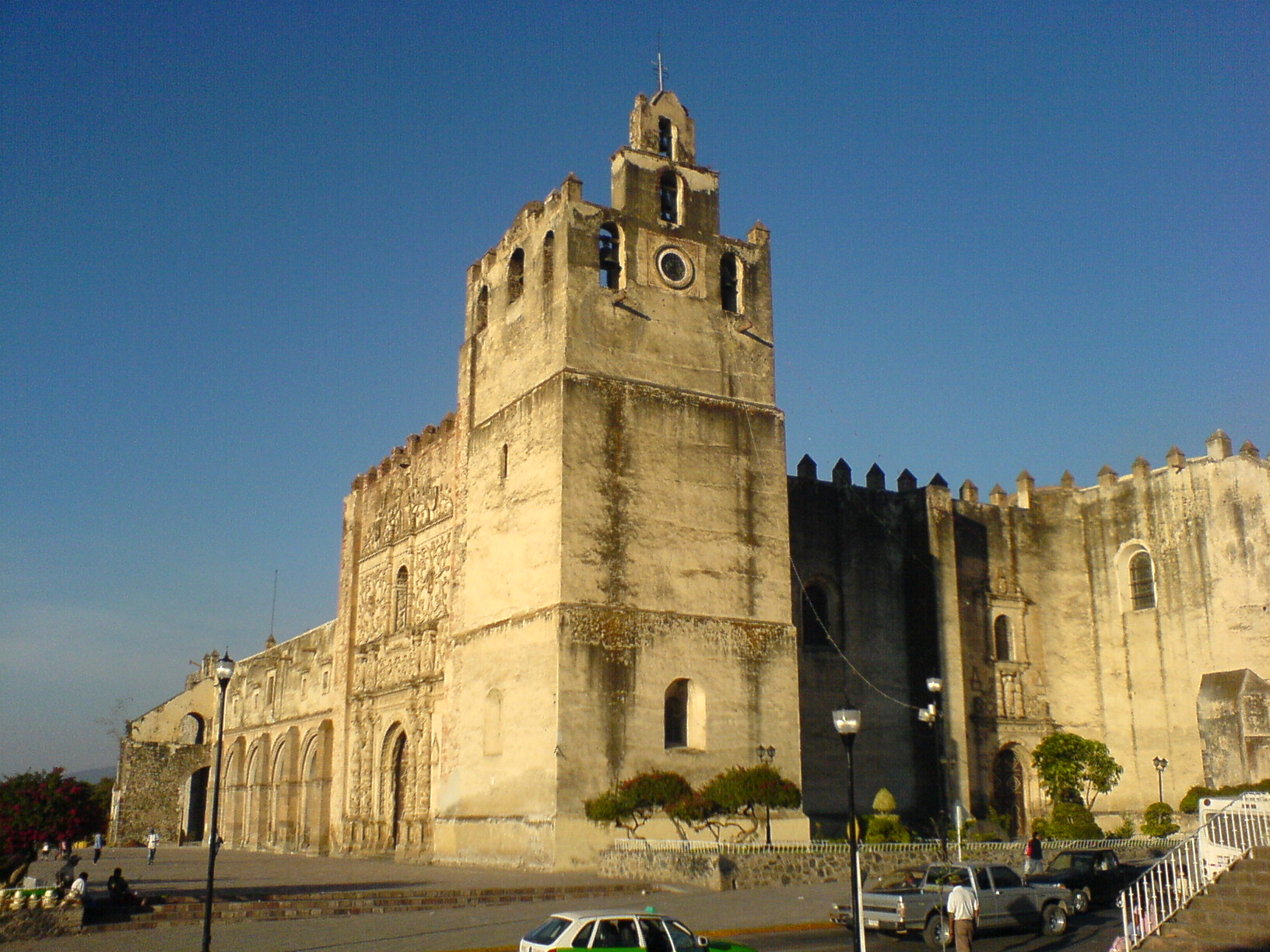
Монастырь в Юририя

Штат имеет ряд достропримечательностей колониальных времён. Большинство местных значительных сооружений построено в стиле мексиканского барокко. Это объясняется тем, что местные шахты достигли своего расцвета в XVIII веке, когда этот стиль был популярен. С началом XIX века барокко уступил место неоклассицизму, к тому же, вместе с войной за независимость закончилось и строительство крупных сооружений.
Выделяют несколько туристических маршрутов: Ruta de Independencia, Ruta de Aventura, Ruta Arqueológica, Ruta de los Conventos и Ruta Artesanal.

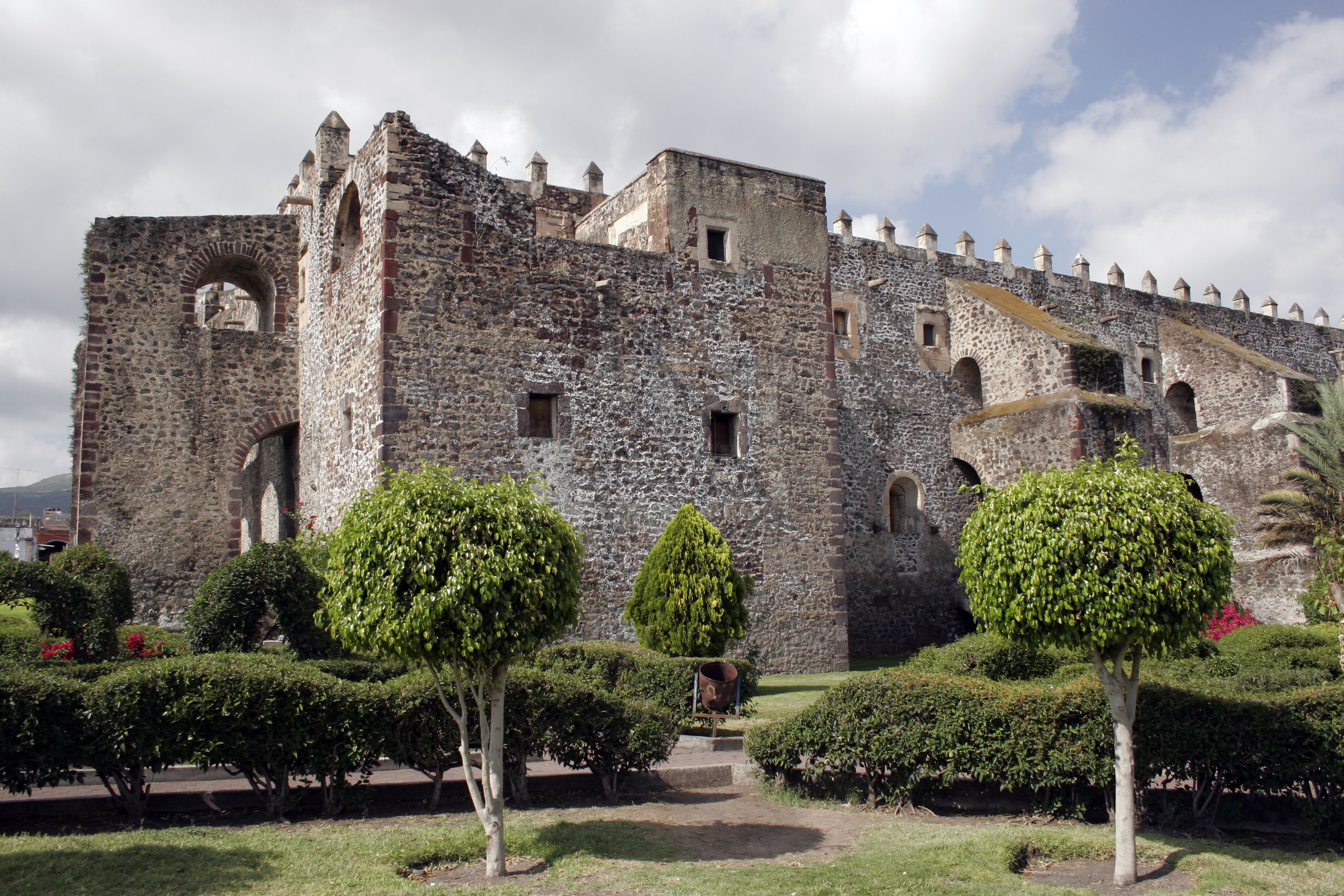
Монастырь Сан-Августин

Ruta de Aventura соединяет несколько городов-призраков и заброшенных шахт, а также районы пешего туризма и различные виды экстремального спорта: катания на горных велосипедах и др. Один из городов-призраков — Минерал-де-Посос, расположен на северо-востоке штата. Многие дома города лежат в руинах, почти все они не имеют крыш. Этот город достиг пика развития в конце XIX — начале XX века, однако местные шахты были истощенны и население покинуло город.
Ruta de los Conventos (Дорога монастырей) расположена на юге штата, где имеется ряд религиозных сооружений ранненго колониального периода. Церковь и монастырь Агустино-де-Сан-Пабло расположены в муниципалитете Юририя, основаны августинианцами, прибывшими из Мичоакана в XVI веке. Это сооружение, похожее на крепость было построено в малонаселённом районе.

## Образование
В штате имеется более 4 600 начальных школ, 1 400 средних школ, около 650 старших школ, 125 высших учебных заведений, обеспечивающих степень бакалавра. Несмотря на это, согласно переписи 2005 года, 12,1 % населения в возрасте более 15 лет — неграмотны.
Основные высшие учебные заведения:
- Universidad de Guanajuato
- Universidad de León (UDL)

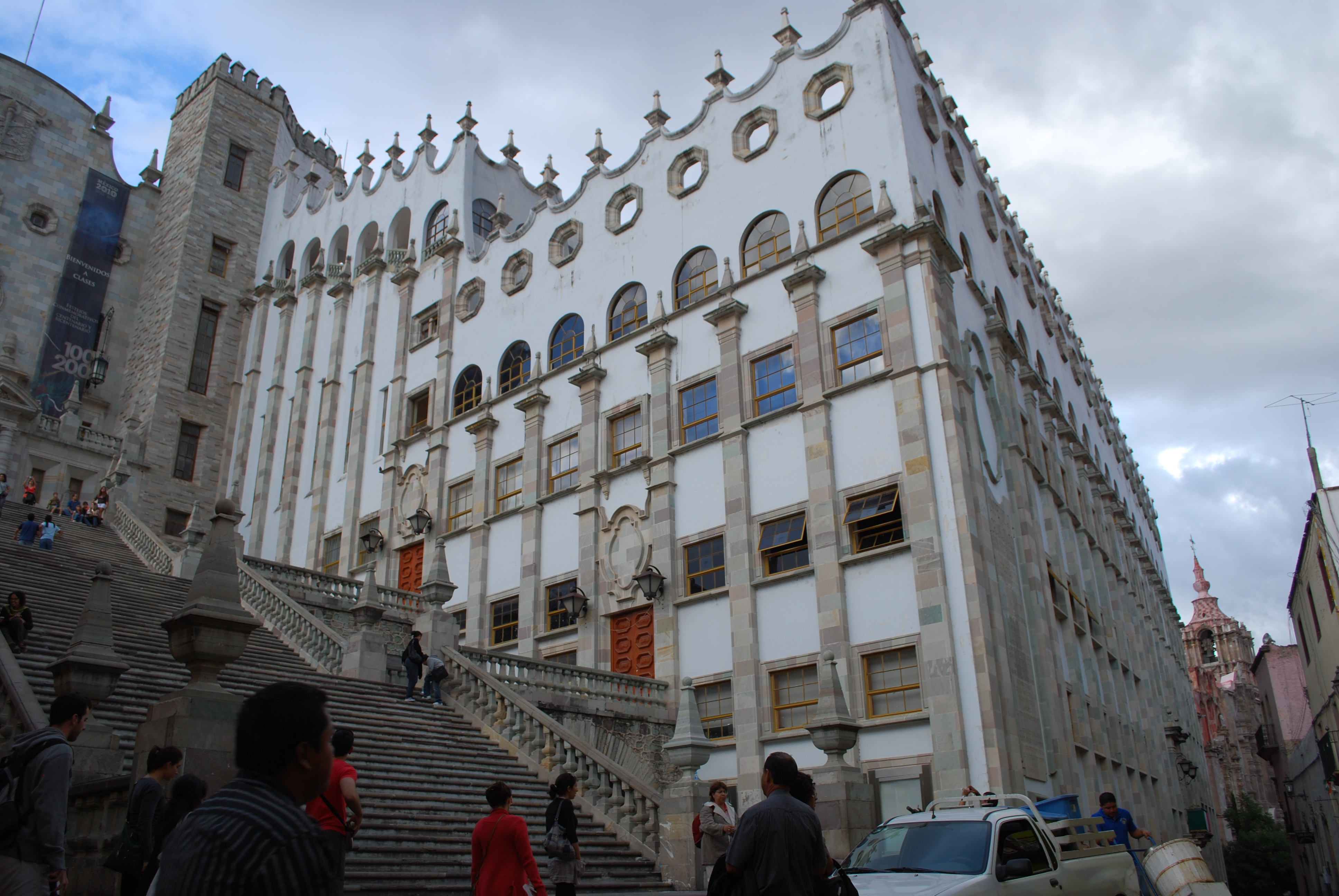
Университет Гуанахуато, главный корпус

- Instituto Tecnológico y de Estudios Superiores de Monterrey (ITESM)
- Universidad De La Salle Bajío
- Politécnico de Guanajuato
- Universidad de Celaya
- Instituto Politécnico Nacional (IPN)
- Universidad Pedagógica Nacional (UPN
- Instituto Tecnológico Superior de Irapuato (ITESI)
- Universidad Tecnológica de Salamanca и др.

## Герб
Герб штата представляет собой золотой с лазоревой каймой фигурный щит. В центре этого щита изображена женщина с раковиной и крестом — символ Святой Веры (Santa Fe). Щит сверху обрамляет сине-красно-золотой намёт. Снизу — лавровые ветви соединённые синей лентой. Щит покоится на мраморно-золотой подставке — символе богатства и стабильности. Увенчана композиция Кастильсой королевской короной — символ Санта Фе де Гранада, символизирующей торжество католических королей над сарацинами. Герб был пожалован городу Гуанахуато в 1679 испанским королём Карлом I. После учреждения штата в 1824, герб города стал и официальной эмблемой штата Гуанахуато. Штат Гуанахуато не имеет официально утверждённого флага. Часто используется белое полотнище с изображением герба в центре.